# Dwars door België 1962
La Dwars door België 1962, diciottesima edizione della corsa, si svolse dal 21 al 22 aprile su un percorso di 442 km ripartiti in 2 tappe, con partenza ed arrivo a Waregem. Fu vinta dal belga Martin Van Geneugden della squadra Flandria-Faema davanti agli olandesi Piet Rentmeester e Piet van Est.

## Tappe
| Tappa  | Data      | Percorso        | km  | Vincitore di tappa   | Leader cl. generale  |
| ------ | --------- | --------------- | --- | -------------------- | -------------------- |
| 1ª     | 21 aprile | Waregem > Ciney | 221 | Martin Van Geneugden |                      |
| 2ª     | 22 aprile | Ciney > Waregem | 221 | Piet van Est         | Martin Van Geneugden |
| Totale | Totale    | Totale          | 442 |                      |                      |

## Dettagli delle tappe

### 1ª tappa
- 21 aprile: Waregem > Ciney – 221 km

| Pos. | Corridore            | Squadra  | Tempo    |
| ---- | -------------------- | -------- | -------- |
| 1    | Martin Van Geneugden | Flandria | 6h04'00" |
| 2    | Pino Cerami          | Peugeot  | s.t.     |
| 3    | Frans Schoubben      | Peugeot  | a 2"     |

| Pos. | Corridore | Squadra | Tempo |
| ---- | --------- | ------- | ----- |

### 2ª tappa
- 22 aprile: Ciney > Waregem – 221 km

| Pos. | Corridore        | Squadra       | Tempo    |
| ---- | ---------------- | ------------- | -------- |
| 1    | Piet van Est     | Flandria      | 5h41'30" |
| 2    | Maurice Meuleman | Dr. Mann-Labo | a 15"    |
| 3    | Gustaaf De Smet  | Wiel's        | a 24"    |

| Pos. | Corridore            | Squadra  | Tempo |
| ---- | -------------------- | -------- | ----- |
| 1    | Martin Van Geneugden | Flandria |       |
| 2    | Piet Rentmeester     | Gitane   |       |
| 3    | Piet van Est         | Flandria |       |

## Classifiche finali

### Classifica generale
| Pos. | Corridore            | Squadra                           | Tempo |
| ---- | -------------------- | --------------------------------- | ----- |
| 1    | Martin Van Geneugden | Flandria-Faema                    |       |
| 2    | Piet Rentmeester     | Gitane-Leroux-Dunlop-R. Geminiani |       |
| 3    | Piet van Est         | Flandria-Faema                    |       |
| 4    | Norbert Kerckhove    | Dr. Mann-Labo                     |       |
| 5    | Julien Gekiere       | Wiel's-Groene Leeuw               |       |
| 6    | Daniel Doom          | Wiel's-Groene Leeuw               |       |
| 7    | André Messelis       | Wiel's-Groene Leeuw               |       |
| 8    | Eddy Pauwels         | Wiel's-Groene Leeuw               |       |
| 9    | Raymond Impanis      | Flandria-Faema                    |       |
| 10   | Victor Van Schil     | Mercier-BP-Hutchinson             |       |